# Air Force (Achterbahnmodell)
Air Force ist die Bezeichnung eines Stahlachterbahnmodells des Herstellers Zamperla, das 2006 zum ersten Mal ausgeliefert wurde.

## Eigenschaften
Air Force zählt zur Kategorie der Suspended Coaster, was bedeutet, dass die Wagen unter der Schiene hängen und dabei seitlich ausschwingen können. Außerdem ist das Modell auf Familientauglichkeit ausgelegt.
Bezogen auf das Streckenlayout sind alle Auslieferungen nahezu identisch und werden Air Force 5 genannt. Diesen haben eine Streckenlänge von ca. 100 m, erreichen eine Höhe von ca. 6 m und eine Höchstgeschwindigkeit von ca. 12 km/h. Eine Ausnahme bildet die Auslieferung Zooom! im Flamingo Land, die ein kundenspezifisches Layout aufweist. Diese hat mit 172 m Länge und 9,8 m Höhe leicht größere Maße als die anderen Auslieferungen.

### Züge
Bei Air Force kommen üblicherweise einzelne Züge mit fünf Wagen zum Einsatz, wobei in jedem Wagen vier Personen (zwei Reihen à zwei Personen) Platz nehmen können.

## Standorte
| Achterbahn         | Betreiber                       | Land                   | Eröffnung | Quellen                     |
| ------------------ | ------------------------------- | ---------------------- | --------- | --------------------------- |
| Air Pogo           | Adventure Island                | Indien                 | 2006      | rcdb                        |
| Padrinos Voladores | Parque de Atracciones de Madrid | Spanien                | 2007      | Parque de Atracciones, rcdb |
| Zooom!             | Flamingo Land                   | Vereinigtes Königreich | 2011      | Flamingo Land, rcdb         |
| Aero 5 / エアロ５  | BenyLand                        | Japan                  | 2015      | BenyLand, rcdb              |
| Çelik Kartal       | Wonderland Eurasia              | Türkei                 | 2019      | rcdb                        |